# آيت واحي (آيت عمو موسى)
آيت واحي هو دُوَّار يقع بجماعة سيدي لامين، إقليم خنيفرة، جهة بني ملال خنيفرة في المملكة المغربية. ينتمي الدوّار لمشيخة آيت عمو موسى التي تضم 6 دواوير. يقدر عدد سكانه بـ 211 نسمة حسب الإحصاء الرسمي للسكان والسكنى لسنة 2004.

## وصلات خارجية
- البوابة الوطنية للجماعات الترابية
- المندوبية السامية للتخطيط